# Немирич, Стефан (младший)
Стефан Немирич (1626/1628 — 22 февраля 1684) — военный и государственный деятель Гетманщины и Речи Посполитой, чашник киевский (1655—1658), хорунжий киевский (1658—1659), подкоморий киевский (1659—1680), каштелян киевский (1680—1681), воевода киевский (1682—1684).

## Биография
Представитель украинского шляхетского рода Немиричей герба «Клямры». Младший сын подкомория киевского Стефана Немирича (ум. 1630) и Марты Войнаровской (ум. 1632). Старшие братья — подкоморий киевский Юрий Немирич и староста овруцкий Владислав Немирич.
Первоначально учился в школе польских братьев в Ракове, затем в Кисилине. Стефан Немирич, подобно своему отцу, был опекуном существующего с начала XVII века арианского собора в Черняхове. В 1646 году после решения Любельского трибунала закрыть школу и собора Стефан Немирич отказался исполнять это постановление. В том же 1646 году Стефан Немирич выехал на обучение за границу, посетил Нидерланды и Францию. В 1648 году Стефан Немирич вернулся морем из Нидерландов в Речь Посполитую. В марте 1649 года на сеймике Киевского воеводства в Луцке он был отправлен в составе делегации к польскому королю с просьбой о военной помощи против восставших украинских казаков. Во время Шведского потопа (1655—1660) Стефан Немирич вместе с другими шляхтичами Киевского воеводства подписал акт субмиссии королю Швеции.
В 1648 году Стефан Немирич с братьями участвовал в элекционном сейме, где поддержал кандидатуру Яна Казимира Вазы. В том же году братья разделили между собой отцовское наследство: Стефан получил Приборск, Черняхов, Топорище и 25 сел.
Во время национально-освободительной войны на Украине 1648—1657 годов Стефан Немирич сражался на стороне Речи Посполитой. Под влиянием своего старшего брата Юрия Немирича Стефан перешёл на службу в Гетманщину. В 1658—1659 годах — генерал от артиллерии Великого княжества Русского при поддержке брата Юрия и протекции гетмана Ивана Выговского после заключения Гадячского мира. Участвовал в битвах с русскими войсками и украинскими казаками, которые их поддерживали в 1658—1660 годах, в частности, в битве под Чудновом, где разбитые русские клали ему — представителю королю — под ноги оружие. В качестве компенсации за потерянные имения он получил в 1660 году командование двумя региментами гвардии, что должно было принести около 40 тысяч злотых годового дохода. После гибели своего старшего брата Юрия Немирича Стефан в 1659 году получил должность подкомория киевского. Его родовые имения были разорены казаками (1661) и русскими (1662). Стефан Немирич избирался послом сейма от Киевского воеводства в 1661 и 1662 годах.
Вероятно, с 1664 года Стефан Немирич добровольно удалился в эмиграцию, забрав с детей своих братьев. Вначале он хотел поселиться в Манхайме, в 1664 году он передал своему другу Станиславу Любенецкому деньги для строительства просторного дома (продал его в 1671 году). 1 мая 1671 года он написал прошение князю Богуславу Радзивиллу принять его на службу или предоставить протекцию к бранденбургскому курфюрсту Фридриху Вильгельму. В июне он получил звание генерала от артиллерии (с пенсией) и в трехлетнее владение имение Ноендорф.
В 1680 году Стефан Немирич покинул Ноендорф и вернулся в Речь Посполитую, где перешёл в католицизм. В 1681 году он записался в братство Св. Анны в Кобылине (Великая Польша), участвовал в переговорах с православными. В Кобылине он осел после женитьбы на Терезе Констанции Опалинской, вдове Александра Кшиштофа Сенюты (брак заключен в 1680/1681 году, детей не было). В 1681 году он получил должность каштеляна киевского, а в 1682 году был назначен воеводой киевским.
От брака с первой женой, арианкой Гризельдой Виламовной, имел 4-х сыновей, из которых наиболее известен Владислав Немирич (ум. 1706), староста новоселецкий, принявший католицизм.